# Albrecht II van Weimar-Orlamünde
Albrecht II van Weimar-Orlamünde (circa 1182 - 22 oktober 1245) was van 1206 tot 1245 graaf van Weimar-Orlamünde. In deze functie bestuurde hij ook Noordalbingië, Holstein, Ratzeburg, Dassow, Lauenburg, Stormarn en Wagrien. Hij behoorde tot het huis Ascaniërs.

## Levensloop
Albrecht II was de oudste zoon van graaf Siegfried III van Weimar-Orlamünde en Sophia van Denemarken, dochter van koning Waldemar I van Denemarken. In 1211 huwde hij met Hedwig, dochter van landgraaf Herman I van Thüringen. Dit huwelijk bleef kinderloos.
Tijdens de Roomse-Duitse troonstrijd tussen de Welf Otto IV en de Hohenstaufer Filips van Zwaben veroverde koning Waldemar II van Denemarken in 1202 Holstein en Mecklenburg. Daarop schonk Waldemar II beide gebieden in leen aan Albrecht II. Dit was opvallend, want Waldemar II had Otto IV erkend als Rooms-Duits koning en Albrechts vader Siegfried III stond aan de kant van Filips van Zwaben. In 1206 kwam Siegfried III te overlijden, waarna Albrecht II samen met zijn jongere broer Herman II graaf van Weimar-Orlamünde werd. De broers kregen elk bepaalde delen van het graafschap dat ze zelfstandig mochten besturen, terwijl ze de overige delen gezamenlijk moesten besturen.
In 1215 deed zijn broer Herman II een poging om met geweld de volledige erfenis van hun vader in te nemen. Als Albrecht II het alleen had moeten opnemen tegen Herman II was het Herman wellicht gelukt om dit te doen, maar Albrecht kreeg de steun van zijn schoonvader Herman I van Thüringen. Hierdoor kon hij hevig weerwerk bieden en slaagde Herman II niet in zijn plan. Eerder had Albrecht ook gevochten tegen de verenigde vijanden van Waldemar II van Denemarken: markgraaf Albrecht II van Brandenburg, hertog Bernhard III van Saksen en later diens zoon Albrecht I, aartsbisschop Waldemar van Bremen, bisschop Filips van Ratzeburg, graaf Günzel III van Schwerin, graaf Hendrik Borwin II van Mecklenburg en Noordalbingië. Al deze tegenstanders sloten in 1214 een bondgenootschap met Otto IV, terwijl Waldemar II en Albrecht II steun kregen van Otto's tegenstander Frederik II. Frederik II bevestigde Waldemar II ook als heerser van de Noord-Duitse gebieden die hij reeds veroverd had. Het bondgenootschap van koning Waldemar II met de Hohenstaufen kwam er op aandringen van Albrechts schoonvader, landgraaf Herman I van Thüringen, en markgraaf Diederik van Meißen, Hermans schoonzoon.
De kerk lag Albrecht II na aan het hart. Zo deed hij talrijke schenkingen aan kerken en kloosters en lag hij aan de basis van de stichtingen van de kloosters van Preetz en Hoibeck. Ook legde hij in 1215 de gelofte af om een kruistocht tegen het heidense Lijfland te ondernemen. Toen het in 1217 tot een vrede kwam tussen hem en de tegenstanders van Waldemar II van Denemarken, ondernam hij de kruistocht onder begeleiding van graaf Bernhard II van Lippe en een aantal aanhangers van Albrecht uit Holstein. Hij bleef slechts tot het voorjaar van 1218 in Lijfland, maar kon in korte tijd vele daden verrichten in dit gebied. 
In de nacht van 6 op 7 mei 1223 werd koning Waldemar II samen met zijn zoon door graaf Hendrik I van Schwerin ontvoerd. Hoewel Albrecht II niet veel macht had als stadhouder in de Noord-Duitse gebieden die Waldemar II veroverd had, deed hij er alles aan om de bevrijding van zijn oom en neef te bewerkstelligen. Op 4 juli 1224 werd er een verdrag tussen het Heilige Roomse Rijk en Denemarken afgesloten waarbij Albrecht II als Heilig Rooms vazal de door Waldemar II veroverde gebieden in Noord-Duitsland mocht besturen. Hoewel hij hier voordeel uit haalde, besloot Albrecht II oorlog te gebruiken om Waldemar II te bevrijden, waardoor het verdrag mislukte. In januari 1225 vond vervolgens de slag bij Mölln plaats, waarbij de Denen onder aanvoering van Albrecht II verslagen werden en Albrecht II gevangen werd gezet. Waldemar II moest daardoor in december 1225 een voor hem en Albrecht II ongunstig verdrag ondertekenen, waarbij in ruil voor hun vrijlating Denemarken de Noord-Duitse gebieden moest afstaan. 
Waldemar II gaf het echter niet op en deed een poging om zijn verloren gebieden in Noord-Duitsland te heroveren. In 1227 leidde dit echter tot een Deense nederlaag in de Slag bij Bornhöved, waarna Waldemar II zijn Noord-Duitse gebieden definitief verloren had en Albrecht II korte tijd gevangen werd gezet. Na zijn vrijlating kocht Albrecht II enkele gebieden in Lauenburg, waar hij zich vestigde. Daarvoor leefde Albrecht II voornamelijk in Denemarken, meer bepaald op de landerijen op het eiland Als die Albrecht van Waldemar II had gekregen. In 1245 overleed hij.